# Rhipidia maculata
Rhipidia maculata is een tweevleugelige uit de familie steltmuggen (Limoniidae). De soort komt voor in het Palearctisch en Nearctisch gebied. De wetenschappelijke naam van de soort is voor het eerst geldig gepubliceerd in 1818 door Meigen.